# Keith Flint
Keith Charles Flint (Redbridge, 1969. szeptember 17. – North End, 2019. március 4.) brit énekes, táncos és a The Prodigy nevű zenekar tagja.

## Korai évek
Flint Angliában, Redbridge-ben, Londonban született, Clive és Yvonne Flint gyermekeként. Észak-Londonban nőtt fel. Az 1970-es évek közepén a szülei az essexi Springfieldbe költöztek, azonban válásuknak köszönhetően Flint kamaszéveinek egy részét Braintreeben töltötte, és az Alec Hunter gimnáziumba járt. Liam Howlett szintén ide járt, de a korkülönbség miatt csak az iskola befejezése után álltak össze.

## Pályafutása
Az 1980-as évek végén Flint találkozott Liam Howlett DJ-vel egy rave-clubban, és elismerését fejezte ki zenei ízlése iránt, miután megkapta Howlett mixlemezét, amelyet Earthbound nevű hálószoba-stúdiójában vett fel, Flint nagy lelkesedéssel tért vissza, és ragaszkodott ahhoz, hogy amíg Howlett játszik a színpadon, ő és egy barátja, Leeroy Thornhill táncoljanak rá. Liam beleegyezett, és 1990-ben megalakult a The Prodigy (amely valószínűleg Liam "Moog Prodigy" nevű szintetizátoráról kapta a nevét).
Eredetileg Flint a zenekar táncosa volt, de 1996-ban megírta, és felénekelte a "Firestarter" című dalt. A hozzá készült videóban bemutatta új punk megjelenését. Addig hosszú haját rövidre vágatta és középen leborotválta. Ezzel a robbanó keverékkel vált a The Prodigy ikonikus figurájává. A következő dalban, a "Breathe"-ben, Flint és Maxim énekeltek. Az 1997-ben megjelent The Fat of the Land című albumbon Flint számos dalban énekelt, név szerint Breathe, Serial Thrilla, Fuel My Fire és Firestarter. 2002-ben megjelent a "Baby's Got a Temper" című dal. Abban az időben Flintnek és Howlettnek nézeteltérései voltak, ennek következménye, hogy a következő The Prodigy-albumbon, az "Always Outnumbered, Never Outgunned"-on (2004) Flint nem énekelt, de a Hotride – El Batori Mixben, amely a "Hotride" kislemezen volt, és a koncerteken néhány dalt igen. 2012-ben kiadta a War című kislemezt Caspával, a dubstepművésszel.

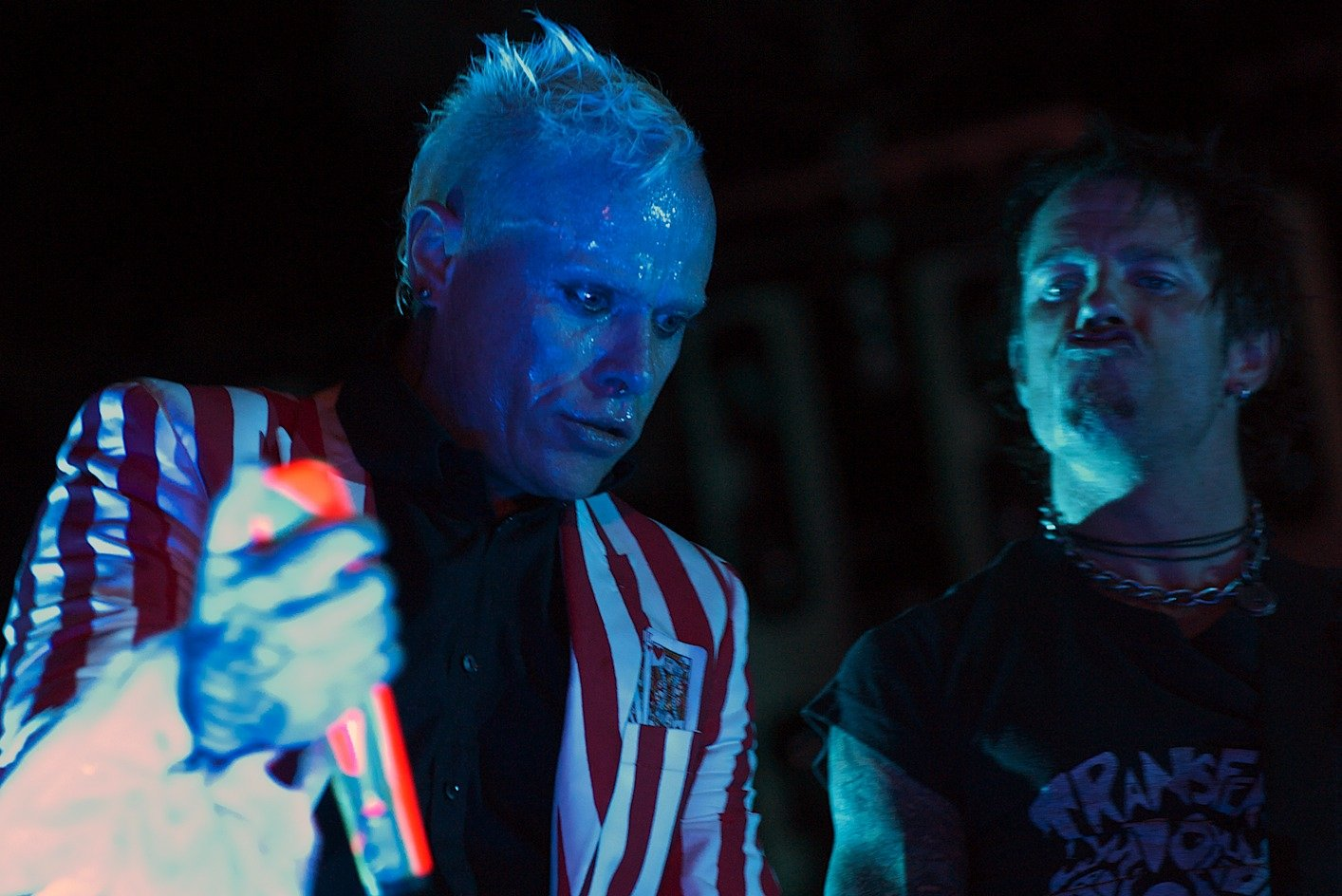
Flint és Rob Holiday

A "Invaders Must Die"-on, amely 2009. február 23-án jelent meg, Flint több számban énekelt, köztük a Take Me To The Hospitalban, a Run with the Wolvesban és a Coloursban.
Flint több egyéni projekttel kísérletezett, egyik együttese a Flint. Tagjai: Keith volt az énekes, Jim Davies a gitáros, Rob Holiday a basszeros, Tony Howlett és Kieron Pepper dobolt.  Egy korlátozott és egy hivatalos kislemezük jelent meg, az Asteroids, és az Aim4, amelyet 2003 júliusában adtak ki. A videóklip rendezője Jonas Acherlund, aki a The Prodigy Smack My Bitch Upját is jegyzi. Később a csapat feloszlott, de 10 dal hallható debütáló albumokról, a Device#1-ról, melyet töröltek megjelenés előtt.
Később Keith másik önálló projektbe kezdett Clever Brains Fryin névvel. Az első fellépésük 2004 júliusában volt a Global Gathering fesztiválon. Mivel az idő tájt jelent meg a The Prodigy Their Law lemeze, és ezután a turné, a Clever Brains Fryin története lezárult.

## Magánélete
Flint a műsorvezetővel, Gail Porterrel élt együtt, mielőtt Gail a Toploader gitárosához, Dan Hipgrave-hez ment volna hozzá. A "Szépség és a Szörnyeteg"-ként voltak ismertek eltérő megjelenésük miatt. A pár 2000-ben ment szét, mert Porternek nehéz volt nap mint nap ingáznia a munkája miatt a városba, és a kapcsolatuk nem működött. 2006. december 16-án Flint feleségül vette Mayumi Kai japán DJ-t.
A 90-es évek végén, amikor a The Prodigy az üzleti csúcsán volt, Flint Angliában a piercingjeiről és tetoválásairól lett ismert. Egy interjúban elmondta, hogy a legfájdalmasabb tetoválása az "Inflicted" szöveg a hasán. Úgy érezte magát, mintha egy oltáron lenne, és rituálé keretében egy szörnyeteg támadna rá. A tetoválást Liam Howlett tervezte.
Flint lelkes motoros. 1500 mérföldet utazott Angliából Dél-Spanyolországba, hogy részt vegyen a 2007-es versenyen. A Madness együttes Lee Thompsonjával versenyzett. Saját motorcsapata a "Team Traction Control", amely jellemzően angol bajnoki futamokon szerepel.

## Halála
2019. március 4-én essexi otthonában találtak rá holttestére. A helyi rendőrség információi szerint Flint öngyilkosságot követett el.